# Botanochara impressa
Botanochara impressa es un coleóptero de la familia Chrysomelidae.
Fue descrita científicamente por primera vez en 1798 por Panzer.